# ギジツコ郡
ギジツコ郡（ポーランド語:Powiat giżycki、英語:Giżycko County）は、南ポーランドのヴァルミア＝マズールィ県にある地方自治体。1998年の地方行政区画再編の結果、1999年1月1日に誕生した。郡都で最大の都市はギジツコであり、県都であるオルシュティンの東88kmに位置する。もう一つの町であるリンはギジツコの南西18kmに位置する。
郡は1,118.74km2の面積がある。2006年の統計で、郡全体の人口が56,863人である。
2002年までギジツコ郡は他に3つのグミナ（基礎自治体）を含んでいた。現在はヴェンゴジェヴォ郡の一部となっている。

## 近隣の郡
北部はヴェンゴジェヴォ郡、北東部はゴウダプ郡、東部はオレツコ郡とエウク郡、南部はピシュ郡、西部はムロンゴヴォ郡とケントシン郡に接している。

## 下位自治体
郡は6つの下位自治体に分割される。（1つの市、1つの町、4つの村）なお、人口順に並べてある。
| 名称                   | 種類 | 面積（km2） | 人口（2006年） | 中心地       |
| ---------------------- | ---- | ----------- | -------------- | ------------ |
| ギジツコ               | 市   | 13.9        | 29,667         |              |
| グミナ・ギジツコ       | 村   | 289.8       | 7,671          | ギジツコ *   |
| グミナ・ビドミニ       | 村   | 233.5       | 6,650          | ビドミニ     |
| グミナ・リン           | 町   | 211.2       | 5,986          | リン         |
| グミナ・ミウキ         | 村   | 169.4       | 3,861          | ミウキ       |
| グミナ・クルクランキ   | 村   | 201.0       | 3,028          | クルクランキ |
| * グミナの一部ではない |      |             |                |              |